# Dülken
Dülken (Südniederfränkisch: Dölke, niederländisch: Dulken) ist mit gut 20.000 Einwohnern nach Alt-Viersen der zweitgrößte Stadtteil von Viersen (Nordrhein-Westfalen). Der Ort liegt am Südrand des Niederrheinischen Tieflandes. Das Stadtgebiet grenzt an die Viersener Stadtteile Boisheim, Süchteln, Alt-Viersen und an Amern, einen Stadtteil von Schwalmtal. Im Süden grenzt es an das Stadtgebiet von Mönchengladbach.
In Dülken entspringt die Nette, ein Nebenfluss der Niers.

## Ortsteile
Dülken besteht aus den Ortsteilen:
- Bistard
- Schirick
- Busch
- Nord
- Nette
- Waldnielerstraße
- Mackenstein
- Hausen
- Bergerstraße
- Ransberg
- Loosen
- Landwehr

## Geschichte

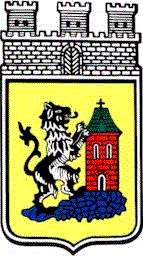
Ehemaliges Stadtwappen von Dülken

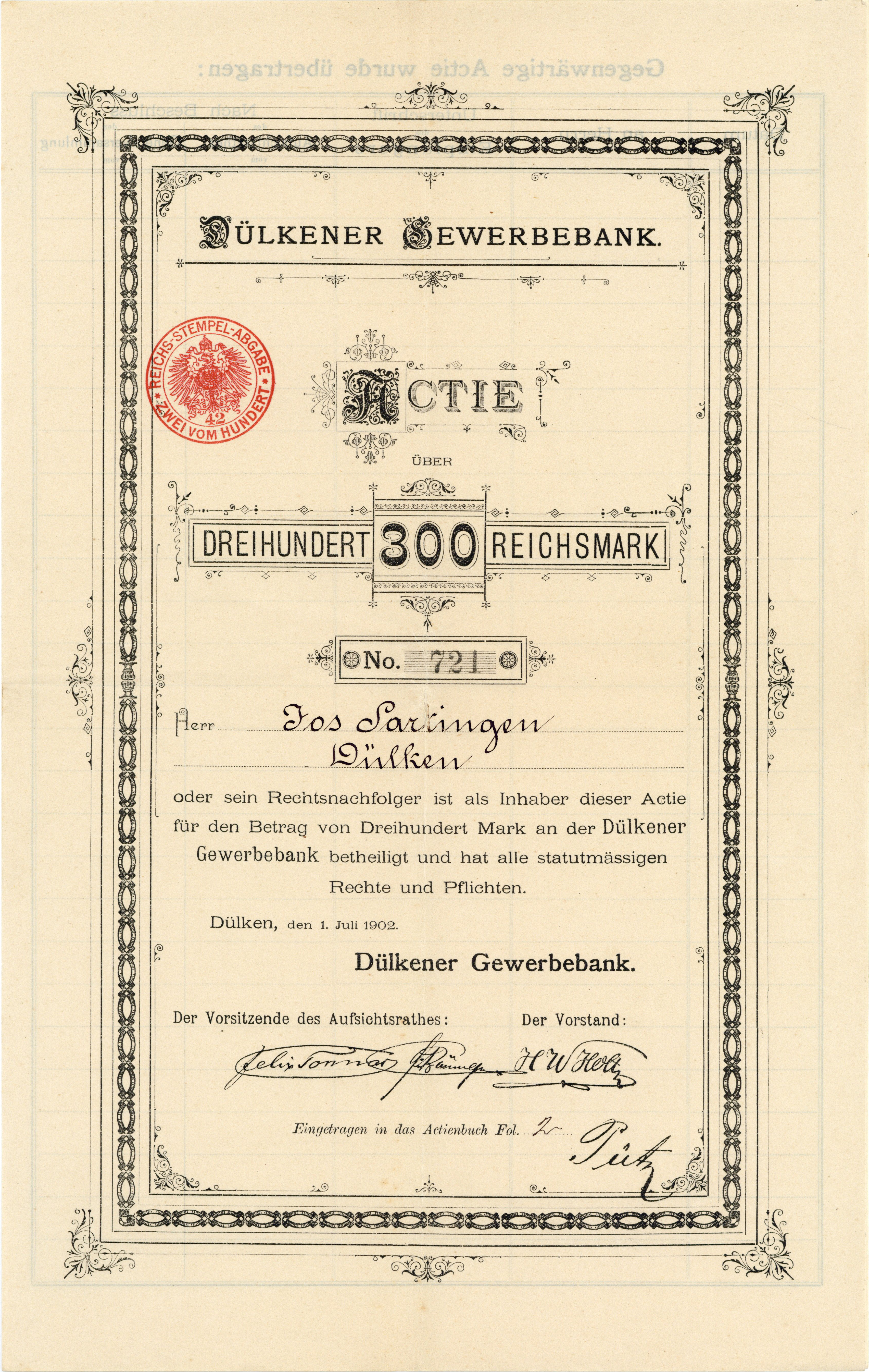
Aktie der Dülkener Gewerbebank über 300 Mark, ausgestellt am 1. Juli 1902 in Dülken, unterschrieben von dem Dülkener Unternehmen Felix Tonnar, Bruder von August Tonnar. Gegründet 1887 zur Weiterführung der bis dahin als Genossenschaft geführten Gewerbebank.

Im 14. Jahrhundert kamen Stadt und Kirspel Dülken über die Attinenz zum Amt Brüggen an die Jülicher Grafschaft und verblieb dort bis zur französischen Besatzung. In dieser Zeit war Dülken eine der vier gräflichen (später herzoglichen) Münzstätten. 1400 Bruchtor („Broichportzen“) an der heutigen Venloer Straße.
Die 1506 errichtete Tränk(en)mühle und die 1556 errichtete Hochmühle (oder Höchmühle) waren die herrschaftlichen Kameralmühlen. Bei mangelndem Wind musste in der Brüggener Wassermühle gemahlen werden.
1553 fiel ein Drittel der Häuser einem großen Brand zum Opfer.
Die Narrenakademie wurde vermutlich 1554 gegründet.
Im Dreißigjährigen Krieg (1618–1648) wurde Dülken 1624 von spanischen Truppen besetzt. In den 1630er Jahren grassierte die Pest; durchziehende fremde Truppen trugen zu ihrer Verbreitung bei.

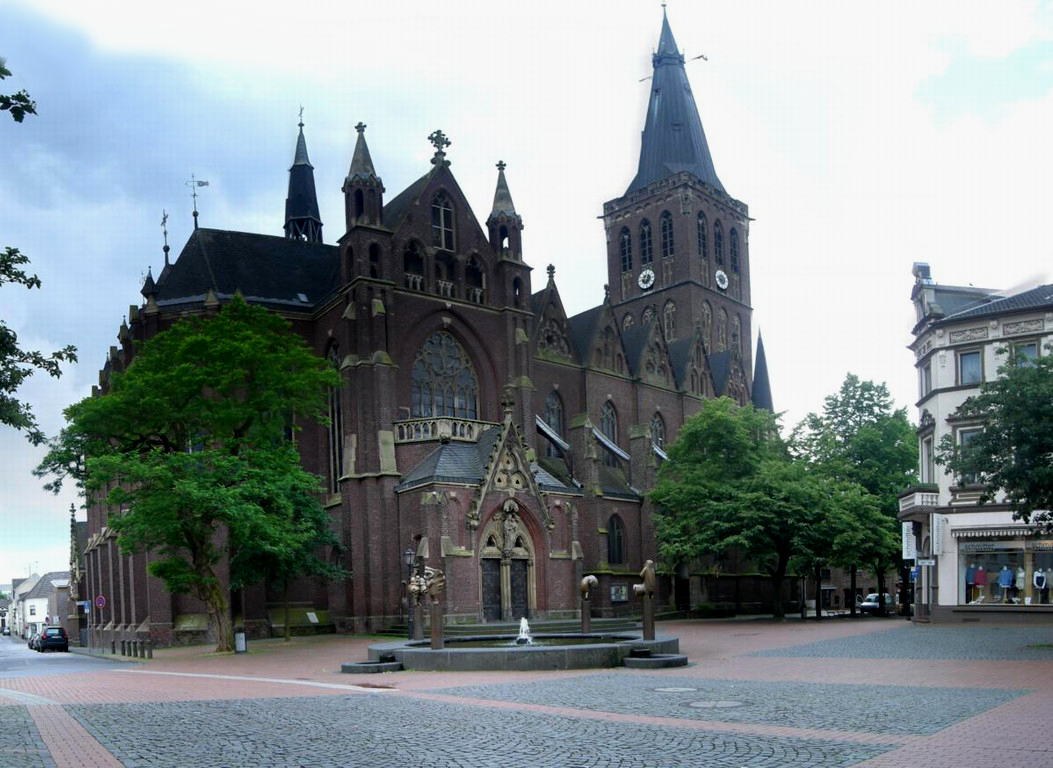
Kirche St. Cornelius

Vom Herbst 1794 bis etwa 1804 besetzten französische Truppen Dülken. Von 1798 bis 1814 war der Ort als Mairie (Bürgermeisterei) im Canton Bracht des Département de la Roer (Rur) dem französischen Staatsgebiet eingegliedert. 1801 wurde das linke Rheinufer offiziell französisch (Friede von Lunéville 9. Februar 1801).
Die Franzosenzeit endete nach der Niederlage Napoleons. Dülken gehörte seit 1816 zum Kreis Kempen in der Rheinprovinz des Königreichs Preußen und bildete eine Bürgermeisterei, zu der neben der eigentlichen Stadt auch das sogenannte Kirchspiel Dülken mit den umliegenden Dörfer und Weiler gehörte.
Am 29. Mai 1857 erhielt Dülken die Rheinische Städteordnung. Die Bürgermeisterei wurde dadurch aufgespalten in eine Stadtbürgermeisterei für die Stadt Dülken und eine Landbürgermeisterei für die Gemeinde Dülken-Land. 1857 wurde auch die evangelische Kirchengemeinde gegründet.
1869 wurde die Karnevalsgesellschaft Orpheum gegründet.
Um 1874 entstand der bis 1916 genutzte neue jüdische Friedhof am Kampweg und im Jahr 1898 wurde eine Synagoge an der Martin-Luther-Straße eingeweiht. Diese wurde am 9. November 1938 von Nationalsozialisten in Brand gesetzt und kurz danach abgerissen. 
Zwei Thorarollen und die Kultgegenstände wurden gerettet und bis zur Befreiung 1945 versteckt.
Im 19. Jahrhundert gab es wie überall in Deutschland ein starkes Bevölkerungswachstum; um die Mitte des Jahrhunderts wanderten mehrere Familien nach Missouri (USA) aus. 1903 hatte Dülken 10.000 Einwohner. Das Kaiser-Friedrich-Bad, eine klassische Badeanstalt der Kaiserzeit, eröffnete 1903. Es schloss, als um 1980 das Sportzentrum Ransberg (mit Schwimmbad) eröffnete.
1906 bekam Dülken einen Straßenbahnanschluss bis Mönchengladbach. Die Bahnen verkehrten im 20- bzw. 30-Minuten-Takt. Das Gladbacher Gleisnetz reichte bis weit ins Hinterland und nach Krefeld. Endpunkt der Strecke quer durch Dülken war die Narrenmühle; Dülken hatte ein eigenes Straßenbahndepot.
1906 gründete sich der erste Fußballclub, der Dülkener FC.
1912 hatte Dülken bis auf einige Außengebiete flächendeckend Anschluss an das Stromnetz.
Der Erste Weltkrieg (1914–1918) brachte deutliche Einschnitte. Die Wirtschaft stagnierte; viele Preise stiegen und über 450 Dülkener fielen. Ein 1934 errichtetes Kriegerdenkmal erinnert an sie.
Im Januar 1919 begann die alliierte Rheinlandbesetzung; 1930 zogen die Truppen wieder ab. Das geräumte Rheinland sollte anschließend Entmilitarisierte Zone bleiben. Hitler ließ es im März 1936 wieder besetzen ( Rheinlandbesetzung). Anschließend begannen auch im Rheinland Vorbereitungen für den Zweiten Weltkrieg.
Die Gemeinde Dülken-Land wurde am 1. Juli 1927 die Stadt Dülken eingemeindet.
Am 10. Juni 1940 (einen Monat nach Beginn des Westfeldzugs) fiel die erste Sprengbombe auf Dülkener Gebiet. Bei einem Luftangriff am 3. Dezember 1944 warfen US-Bomber Bomben auf Dülken. Das Heim der Hitlerjugend (am Neumarkt) wurde getroffen; 42 Jugendliche darin starben. Insgesamt starben 53 Menschen und 43 wurden verletzt.
Ende Februar 1945 rückten Truppen der US Army im Rahmen der Operation Grenade (23. Februar bis 11. März 1945) Richtung Dülken vor.
Am 1. März 1945 früh morgens nahmen Soldaten der 84. US-Infanteriedivision, nachdem sie in der Nacht zuvor Boisheim eingenommen hatten, Dülken gegen geringen Widerstand ein. Zuvor hatten Wehrmacht-Soldaten etwas südlich – bei Ungerath, Steeg, Hochfeld und Eicken – Widerstand geleistet.
Im März 1945 war Dülken Teil einer großen Täuschungskampagne der US-Armee (Operation Viersen, Ghost Army), die deutschen Verbänden die Überquerung des Rheins bei Düsseldorf vorgaukelte, während tatsächlich Richtung Wesel angegriffen wurde (Operation Varsity am 24. März 1945).
In Dülken erinnern über zehn Stolpersteine an deportierte und ermordete jüdische Mitbürger. In den Nachkriegsjahren kamen zahlreiche Heimatvertriebene aus Ostgebieten des Deutschen Reiches. Zahlreiche Straßennamen erinnern an ihre Herkunftsstädte.
1955 wurde der Straßenbahnbetrieb eingestellt; seitdem fahren Busse.
Am 26. April 1968 beschloss der Dülkener Rat mit 17 gegen 14 Stimmen die Bildung der Dreistadt Viersen-Dülken-Süchteln. Im Rahmen der kommunalen Neugliederung wurde Dülken am 1. Januar 1970 ein Stadtteil von Viersen.
1970 begann die Erschließung des Industriegebiet Mackenstein. 1976 wurde das Wasserwerk modernisiert. Das Alte Waisenhaus am Eligiusplatz wurde 1973 zu einem Veranstaltungs- und Bibliotheksgebäude umgebaut.
1977 wurde der Neubau des Altenheims Bodelschwinghwerk-Dülken eingeweiht.
2007 fand die erste Dülkener Bierbörse statt.
2013 beschloss die Stadt Viersen zusammen mit Mönchengladbach, das Gewerbegebiet Mackenstein zu erweitern.

## Wahrzeichen

### Katholische Kirche
Den alten Stadtkern überragt die 1871 nach dem Entwurf von Heinrich Wiethase erbaute Katholische Pfarrkirche St. Cornelius, eine der wenigen fünfschiffigen Kirchen am Niederrhein.
Die Kirche St. Ulrich wurde 1967 erbaut.

### Narrenmühle

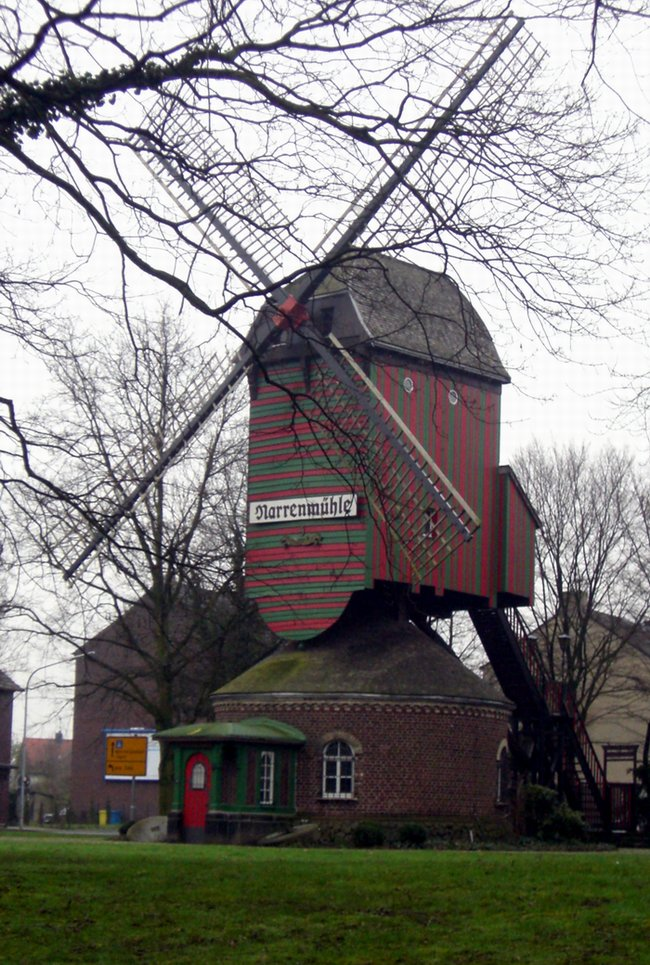
Narrenmühle

Das Wahrzeichen von Dülken ist die Narrenmühle. Sie ist Sitz der 1554 gegründeten Narrenakademie. Im Zentrum ist noch heute der ellipsenförmige mittelalterliche Grundriss („Dülkener Ei“) gut erkennbar. Aus dieser Zeit sind Reste der alten Befestigungsanlage mit Wall und ein Wehrturm („Gefangenenturm“) erhalten. In unmittelbarer Nähe befindet sich auch das 1934 von dem Bildhauer Willy Meller geschaffene Kriegerehrenmal („Siegfried“). Jeweils am Aschermittwoch findet der Dülkener Schöppenmarkt statt, zu dem über 100.000 Besucher strömen. An der Einmündung der Blauensteinstraße in die Langestraße steht die Skulptur Tien Anton, die an das Dülkener Original Peter Anton Stams alias Tien Anton (1836–1895) erinnert.

### Wasserturm Dülken

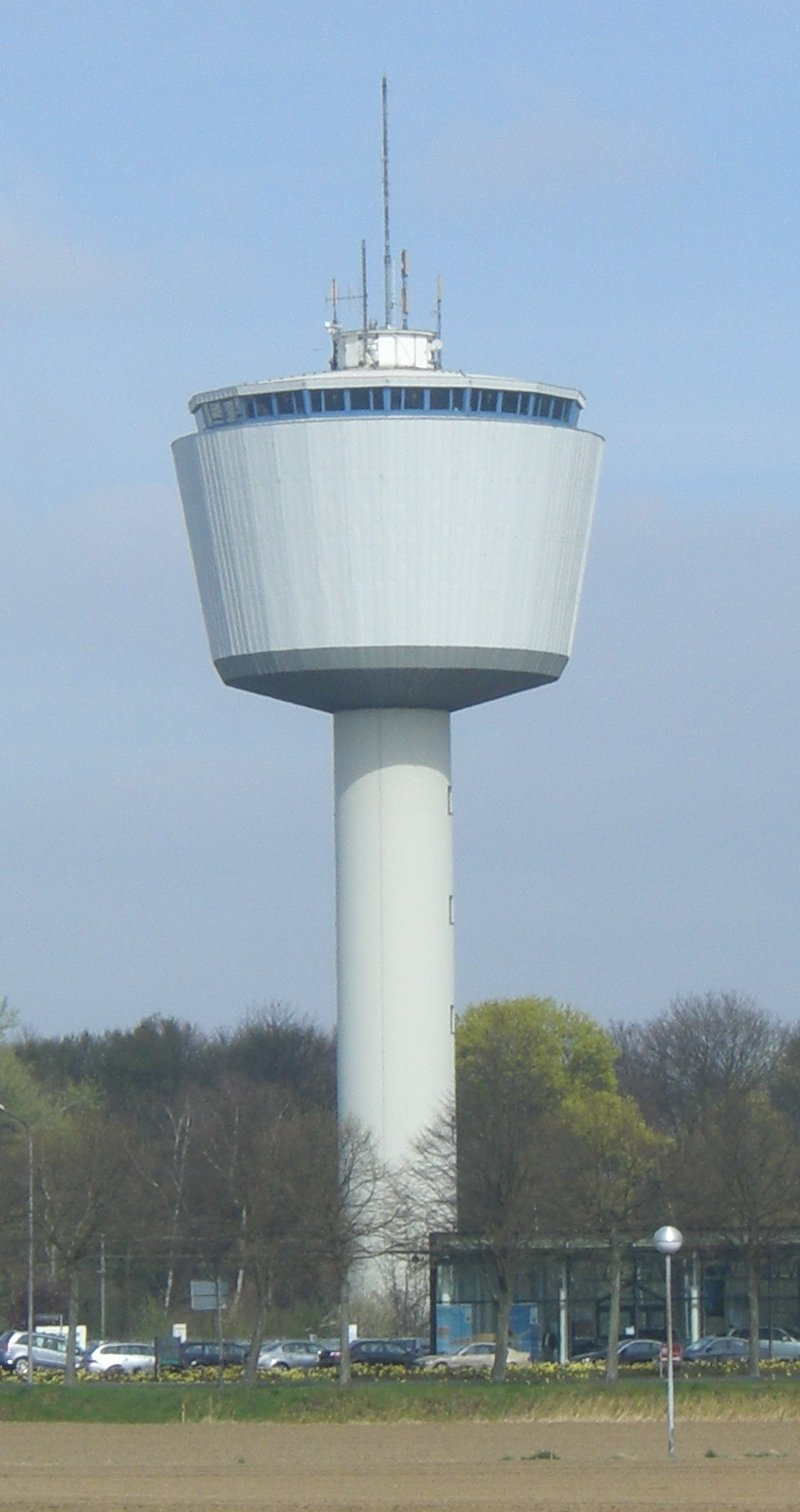
Wasserturm zwischen Dülken und Viersen, 55 m hoch

Der 55 m hohe Wasserturm Dülken steht ostnordöstlich des Zentrums von Dülken am Südrand des Stadtgartens, etwa 750 m westlich der A 61. Von 1970 bis 2007 befand sich im Turm das Panoramarestaurant Windrose.
Der alte Wasserturm ist ein Baudenkmal.

## Wirtschaft
Im 15. bis 18. Jahrhundert stagnierte die wirtschaftliche Entwicklung aus verschiedenen Gründen. Mitte des 19. Jahrhunderts gab es Leinwand-, Sammtweberei, eine Zwirnfabrik, Flachsbau und einen Pferdemarkt. Am 29. Januar 1866 erhielt Dülken einen Eisenbahnanschluss. Am 1. Oktober 1890 wurde die Bahnstrecke Dülken–Brüggen eröffnet. 1906 wurde die Eisengießerei Güsken gegründet; sie bestand bis 2016. In den 1970er Jahren gab es rund 30 Eisengießereien in und um Dülken.
Im Industriezeitalter dominierte in Dülken wie auch in anderen Orten der Region die Textilindustrie.
Die räumliche Nähe zu den Ballungszentren an Rhein und Ruhr und zu den Niederlanden macht Dülken zu einem gut positionierten Wirtschaftsstandort. Neben alteingesessenen Unternehmen im Ortsgebiet existiert das Gewerbegebiet Mackenstein mit einer Fläche von 113 ha. Im nördlichen Bereich soll das Gewerbegebiet um weitere 16 ha erweitert werden. 
Am Mackenstein haben sich regionale und auch überregional operierende Unternehmen angesiedelt.
Das Buntmetallwerk der Otto Fuchs KG ist einer der größten Arbeitgeber in Dülken.

## Bildung
In Dülken gibt es drei Gymnasien: das Clara-Schumann-Gymnasium, das Albertus-Magnus-Gymnasium und das Weiterbildungskolleg des Kreises Viersen (Abendgymnasium).

## Mundart
In Dülken wird Dölker Plott gesprochen, eine südniederfränkische Mundart, die große Ähnlichkeiten zu vielen anderen Dialekten der Region und der benachbarten niederländischen Provinz Limburg aufweist. Typisch für den Dialekt der Region ist die Tendenz zur Rundung des Kurzvokals [a] und Velarisierung des auslautenden -nd (z. B. hd. Lampe > Lomp, Hd. Hand > Honk, Hd. Brand > Bronk). Weitverbreitet ist auch der J-Anlaut, der aus dem Ripuarischen stammt (Hd. Grab > Jraf, Hd. Garten > Jart).
Dülkener Platt wird heutzutage nur noch von der älteren Generation gesprochen (und verstanden). Es wird in Mundartzirkeln gepflegt. An Karneval (Fastelovend) werden auch Lieder und Büttenreden auf Platt vorgetragen.

## Karneval
Karneval wird in Dülken ganz besonders gepflegt. Einer der größten Rosenmontagszüge am linken Niederrhein findet in Dülken statt. Dieser wird vom Vaterstädtischen Verein e. V. veranstaltet. Die 1554 gegründete „Narrenakademie“ hat in der Narrenmühle ihren Sitz. Die Karnevalsgesellschaft „Orpheum“ wurde 1869 gegründet. In jedem Jahr werden von den etwa 90 Mitgliedern – allesamt Männer – elf Sitzungen im Bürgerhaus veranstaltet. Es handelt sich dabei um Kabarett, Theater und Gesang ohne Büttenreden. Daneben gibt es noch andere Karnevalsgesellschaften wie z. B. die Dülkener-Karnevals-Gesellschaft „DÜ-KA-GE“, „de Üüle“, die „KKG-Dülken“, die „Dölker Crazy Kids“ sowie die „Dölker Jonges“.

## Veranstaltungen
Zur festen Veranstaltung des Dülkener Kalenders hat sich die jährliche Bierbörse entwickelt, bei der jedes Jahr mehr als 200 Biersorten aus aller Welt verkostet werden. Auch die Schützenfeste gehören zum festen Bestandteil des Dülkener kulturellen Lebens. Sie werden von den ortsansässigen Schützenbruderschaften (St. Cornelius, St. Georg, St. Donatus, St. Matthias und St. Udalricus) gestaltet.

## Verkehr
Dülken liegt an den Bundesautobahnen 61 und 52 und ist über vier Anschlussstellen (Mackenstein, Viersen / Dülken, Süchteln, Mönchengladbach-Hardt) zu erreichen. Die früher durch Dülken verlaufende Bundesstraße 7 wurde zur L 29 herabgestuft.
Die nächstgelegenen Flughäfen sind der Flughafen Düsseldorf, der Verkehrslandeplatz Mönchengladbach und der Flughafen Niederrhein.
Dülken hat einen Haltepunkt mit Überleitstelle an der Bahnstrecke Viersen–Venlo. Dieser wird vom Regionalexpress RE 13 stündlich in Richtung Venlo und Hamm bedient.
| Linie | Verlauf | Takt   |
| ----- | --- | ------ |
| RE 13 | Maas-Wupper-Express: Venlo – Kaldenkirchen – Breyell – Boisheim – Dülken – Viersen – Mönchengladbach Hbf – Neuss Hbf – Düsseldorf-Bilk – Düsseldorf Hbf – Wuppertal-Vohwinkel – Wuppertal Hbf – Wuppertal-Barmen – Wuppertal-Oberbarmen – Schwelm – Ennepetal (Gevelsberg) – Hagen Hbf – Schwerte (Ruhr) – Holzwickede – Unna – Bönen – Hamm (Westf) Hbf Stand: Fahrplanwechsel Dezember 2023 | 60 min |

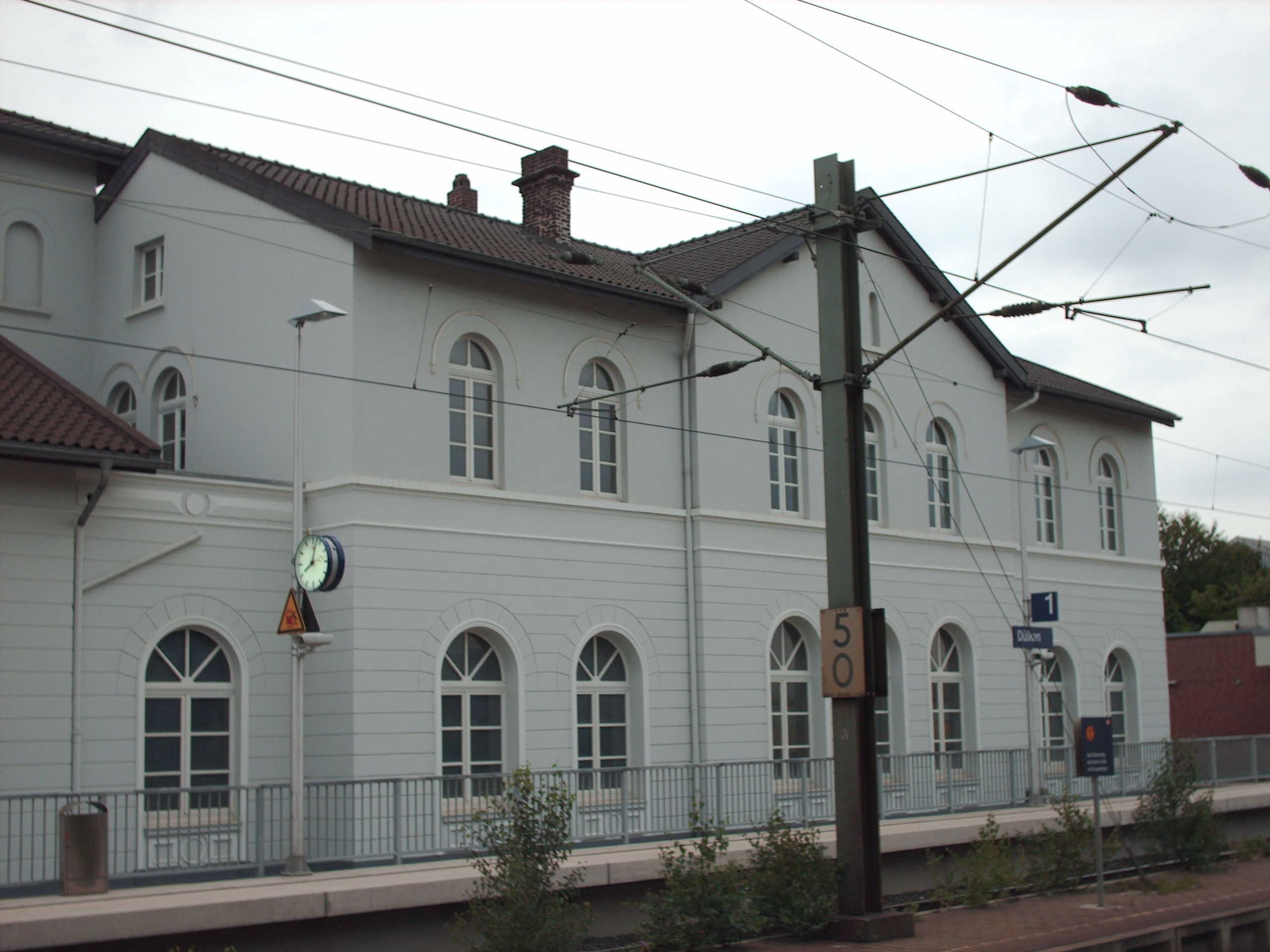
Empfangsgebäude des Bahnhofs Dülken

Bis zum Umbau im Rahmen des Anschlusses der Strecke an ein elektronisches Stellwerk im Jahr 2005 war der heutige Haltepunkt ein Bahnhof. Die Überleitstelle Dülken bildet den Übergang vom zweigleisigen Streckenabschnitt aus Richtung Viersen auf den eingleisigen Streckenabschnitt bis zum Bahnhof Kaldenkirchen. Das Streckenteilstück von Viersen über Dülken nach Kaldenkirchen ging am 29. Januar 1866 in Betrieb. Ferner war der Bahnhof Dülken von 1890 bis 1998 Ausgangspunkt der Bahnstrecke Dülken–Brüggen.
Im Juni 2018 wurde eine Busverknüpfung am Bahnhof Dülken mit Park-and-Ride-Parkplatz fertiggestellt.

## Söhne und Töchter der Stadt
Folgende Persönlichkeiten sind in Dülken geboren oder sind durch ihre Tätigkeit mit Dülken verbunden.

Gustav von Mevissen (1815–1899)

- Gustav Mevissen, ab 1884 Gustav von Mevissen (1815–1899), Unternehmer und Politiker
- Franz Wilhelm Koenigs (1819–1882), Kaufmann und Fabrikant
- Friedrich Leopold Cornely (1824–1885), Notar und Politiker
- Wilhelm Koenigs (1851–1906), deutscher Chemiker
- Richard Koenigs (1853–1921), Verwaltungsbeamter und Regierungsvizepräsident
- Reinhard Koch (1861–1939), deutscher Marineoffizier, zuletzt Admiral der Kaiserlichen deutschen Marine, zeitweise Chef der Marinestation Ostsee
- Joseph Dommers Vehling (1879–1950), Koch, Autor, Übersetzer, Kochbuchhistoriker und Sammler
- Max Kölges (1880–1973), Kreishandwerksmeister und Politiker
- Dominik Janssen (1881–1961), Braumeister, Künstler und Schriftsteller
- Theodor Frings (1886–1968), Germanist und Sprachwissenschaftler
- Jean Hauptmanns (1886–??), Ringer
- Otto Ekelmann (1890–1973), Baptistenpastor, Verleger, Buchhändler und Buchautor
- Paul Weyers (1890–1972), Mundartdichter
- Hermann Dortans (1898–1976), Politiker
- Albert Vigoleis Thelen (1903–1989), Schriftsteller und Übersetzer
- Hilde Bruch (1904–1984), Ärztin, Psychoanalytikerin und Spezialistin für Essstörungen
- Adolf Bex (1907–2001), Politiker (CDU)
- Hans Otto Janssen (1924–1995), Grafiker, Zeichner und Maler
- Werner Schriefers (1926–2003), Maler, Designer und Hochschullehrer
- Peter Schütt (1927–2021), Politiker (CDU), Landtagsabgeordneter
- Wilfried Gerhardt (1930–2010), Sportjournalist und Fußballfunktionär
- Hans-Josef Roth (1934–2006), Kirchenmusiker
- Erik Martin (1936–2017), Autor, Publizist und Liedermacher
- Reinhard Kluth (1950–2020), Kirchenmusiker
- Dieter Bongartz (1951–2015), Kinder-, Jugend- und Drehbuchautor sowie Filmemacher
- Joachim Brohm (* 1955), Fotograf
- Achim Hölter (* 1960), Literaturwissenschaftler; Professor für Komparatistik an der Universität Wien
- Andreas Hensel (* 1961), Hochschullehrer und Präsident des Bundesinstituts für Risikobewertung
- Michael Antwerpes (* 1963), Sportmoderator
- Mirja Boes (* 1971), Komikerin
- Diana Menschig (* 1973), Schriftstellerin
- Dominik Heringer (* 1979), deutscher katholischer Priester, Theologe und Professor für Kirchengeschichte an und Geschäftsführer der KHKT